# タナサック・スリサイ
タナサック・スリサイ（泰: ธนะศักดิ์ ศรีใส、1989年9月25日 - ）は、タイ王国・プラーチーンブリー県出身のサッカー選手。ポジションはディフェンダー。

## 来歴
TOT SCでチームの主力の一人として活躍し、2013年1月にブリーラム・ユナイテッドFCに移籍した。同年5月29日のチョンブリーFC戦で先制ゴールを決め、移籍後初得点を記録した。
AFCチャンピオンズリーグ2013はすべて先発で6試合に出場した。

## 代表
ドイツ人監督ビンフリート・シェーファーの下で2012年度のキングスカップに招集された。2014年3月5日、AFCアジアカップ2015 (予選)のレバノン戦でタイ代表デビューを飾った。

## 個人成績
（2014年4月23日時点）
| 年度 | クラブ                     | 大会                    | 出場 | 得点 |
| ---- | -------------------------- | ----------------------- | ---- | ---- |
| 2013 | ブリーラム・ユナイテッドFC | AFCチャンピオンズリーグ | 6    | 0    |
| 2014 | ブリーラム・ユナイテッドFC | AFCチャンピオンズリーグ | 3    | 0    |
| 通算 | 通算                       | 通算                    | 9    | 0    |

## 所属クラブ
シニア経歴
- 2010年  プラーチーンブリーFC
- 2011年 - 2012年  TOT SC
- 2013年 - 2014年  ブリーラム・ユナイテッドFC
- 2015年  BECテロ・サーサナFC
- 2015年  ウボンUMTユナイテッドFC
- 2015年 - 2017年  ムアントン・ユナイテッドFC
  - 2016年  パタヤ・ユナイテッドFC（期限付き移籍）
  - 2017年  BECテロ・サーサナFC（期限付き移籍]）
- 2018年 -  チェンライ・ユナイテッドFC

## 代表歴
- U-19タイ代表
- 2014年  タイ代表

## タイトル
ブリーラム・ユナイテッドFC
- タイ・プレミアリーグ
  - 優勝 (1) : 2013
- タイFAカップ
  - 優勝 (1) : 2013
- タイ・リーグカップ
  - 優勝 (1) : 2013
- コー・ロイヤルカップ
  - 優勝 (1) : 2013